# Салов, Василий Иванович
Василий Иванович Салов — наводчик орудия самоходной артиллерийской установки СУ-76 1459-го самоходного артиллерийского полка (2-й гвардейский кавалерийский корпус, 1-й Белорусский фронт), старшина.

## Биография
Василий Иванович Салов родился в крестьянской семье в селе Каменный Брод Царицынского уезда Саратовской губернии (в настоящее время Ольховский район Волгоградской области). Окончил 4 класса школы, работал в колхозе.
В 1943 году Ольховским райвоенкоматом Сталинградской области был призван в ряды Красной армии. С декабря 1943 года на фронтах Великой Отечественной войны.
Приказом по 1459-му самоходно-артиллерийскому полку резерва Верховного Главнокомандующего от 24 января 1944 года за мужество и героизм в боях с немецко-фашистскими захватчиками 10—16 января 1944 года в Гомельской области возле населённых пунктов Заполье, Беседки, Сколодин и за уничтоженные 2 пулемётные точки, 2 дзота, 14 солдат противника рядовой Салов был награждён медалью «За отвагу».
В боях 20 июля 1944 года в районе города Влодава экипаж СУ-76 с наводчиком Саловым уничтожил одну самоходную пушку «Фердинанд», тягач с прицепом, 3 противотанковых орудия, 2 цистерны с горючим, 2 автомашины и до 90 солдат и офицеров противника. Приказом по 2-му гвардейскому кавалерийскому корпусу от 31 августа 1944 года он был награждён орденом Славы 3-й степени.
В боях за населённый пункт и железнодорожную станцию Нойхоф наводчик СУ-76 рядовой Салов уничтожил огнём орудия 7 огневых точек и около 55 солдат и офицеров противника. Приказом по 2-му гвардейскому кавалерийскому корпусу от 11 марта 1945 года он был награждён орденом Красной Звезды.
В бою за населённый пункт Фледерборн (Подгае) севернее города Ястровец Великопольского воеводства рядовой Салов точным огнём орудия уничтожил 2 противотанковых пушки, 2 пулемёта, 18 автомашин с военным имуществом, 180 солдат и офицеров противника. Приказом по 1-му Белорусскому фронту от 8 марта 1945 года он был награждён орденом Славы 2-й степени.
20—22 апреля 1945 года в боях за населённый пункт Маркендорф в Германии и при форсировании реки Шпрее наводчик Салов из пушки уничтожил 6 пулемётных точек и свыше 15 солдат и офицеров противника. При отражении контратак противника возле города Шторков, расчет с наводчиком Саловым подпустил противника на близкое расстояние и, открыв огонь, подбил танк, уничтожил пушку, рассеял и частично уничтожил свыше взвода пехоты. Указом Президиума Верховного Совета СССР от 15 мая 1946 года он был награждён орденом Славы 1-й степени.
Старшина Салов был демобилизован в феврале 1947 года. Вернулся на родину. Жил в селе Успенка Ольховского района. Работал в совхозе «Прогресс» учётчиком тракторной бригады. Затем жил в родном селе.
Скончался Василий Иванович Салов 20 октября 1978 года.